# General Instrument
General Instrument (GI) – nieistniejące już amerykańskie przedsiębiorstwo z branży elektronicznej, wyspecjalizowane w produkcji półprzewodników oraz akcesoriów na potrzeby telewizji kablowej.
W okresie 1990–1993 funkcję dyrektora generalnego pełnił Donald Rumsfeld. Firma prowadziła działalność do roku 1997, kiedy to rozdzieliła się na trzy spółki: General Semiconductor (Power semiconductors), CommScope oraz NextLevel Systems. W późniejszym czasie zostały one przejęte przez Motorolę i przekształcone w oddział Motorola Connected Home Solutions.